# Gneo Papirio Carbone (console 85 a.C.)
Gneo Papirio Carbone (in latino Cnaeus Papirius Carbo; ... – Marsala, 82 a.C.) fu un uomo politico della Repubblica romana e console romano.

## Biografia
Figlio di Gneo Papirio Carbone console nel 113 a.C., fu a sua volta console per tre volte, nell'85, 84 e 82 a.C. Militò attivamente nelle file dei populares in funzione anti-sillana.
Nell'85 a.C. fu scelto da Lucio Cornelio Cinna come console collega e con Cinna si adoperò attivamente per la costituzione di un esercito in quel di Ancona, esercito che avrebbe dovuto combattere contro i legionari di Silla usciti vincitori dalla prima guerra mitridatica. Con quest'obiettivo i due consoli furono rieletti anche l'anno successivo ma il progetto fallì con l'ammutinamento dei soldati che arrivarono a uccidere Cinna.
Divenuto console per la terza volta nell'82 a.C., collega Gaio Mario il Giovane, Carbone fu il principale oppositore militare di Silla lungo le vicende della guerra civile, visto che subito dopo la sconfitta nella piana di Sacriporto, Mario il Giovane si rifugiò dentro le mura di Preneste.
Dopo la battaglia di Porta Collina, che segnò la definitiva sconfitta dei mariani, Carbone prima riparò in Africa poi sull'isola di Pantelleria, dove fu catturato da Pompeo Magno che lo trasse in catene nella prigione di Marsala, dove fu giustiziato, affrontando la morte e piangendo come una donna.